# وقص (عروض)
الوقص في الشعر إسقاط الحرف الثاني المتحرك بعد تسكينه فيحول متفاعلن إلى مفاعلن. مثاله قول الأعشى: «وكن لها جملا ذلولا ظهره، احمل وكنت معاودا تحاملها».